# Amanschol Bölekpajew
Amanschol Quanyschuly Bölekpajew (kasachisch Аманжол Қуанышұлы Бөлекпаев, russisch Аманжол Куанышевич Булекпаев/Amanschol Kuanyschewitsch Bulekpajew; * 1. Januar 1941 in Nowoischim, Kasachische SSR; † 26. Dezember 2013 in Astana) war ein kasachischer Politiker.

## Leben
Amanschol Bölekpajew wurde 1941 im Dorf Nowoischimka (heute Nowoischim) im heutigen Nordkasachstan geboren. Er erlangte 1981 einen Hochschulabschluss in Maschinenbau am Landwirtschaftlichen Institut Zelinograd.
Seine berufliche Laufbahn begann er 1958. Er arbeitete zunächst für verschiedene Unternehmen, bevor er 1983 in die Politik ging. Er war zunächst stellvertretender Vorsitzender des sowjetischen Bezirksvorstandes der Stadt Zelinograd und 1987 dann Leiter der Abteilung für Personentransport in der Stadtverwaltung von Zelinograd. Im selben Jahr wurde er als Vorsitzender des Exekutivkomitees der Stadt Zelinograd zum Leiter der Stadtverwaltung. Nach der Unabhängigkeit Kasachstans von der Sowjetunion und der Abschaffung dieses Amtes blieb er jedoch weiterhin an der Stadtspitze. Er wurde Leiter der Stadtverwaltung der, zwischenzeitlich in Aqmola umbenannten, Stadt. Zudem war er von 1990 bis 1993 Mitglied des Obersten Rates der Republik Kasachstan der zwölften Einberufung. Nur wenige Jahre später wurde 1997 auf Initiative des kasachischen Präsidenten Nursultan Nasarbajew Aqmola zur Hauptstadt des Landes gemacht und in Astana umbenannt. Bölekpajew verlor damit seinen Posten als Bürgermeister der Stadt und wurde durch Ädilbek Schaqsybekow ersetzt. Von Dezember 1997 bis September 1999 leitete er stattdessen die städtische Zollbehörde. Von 1999 an bis zu seinem Tod war er Abgeordneter im kasachischen Senat. Hier war er unter anderem Mitglied im Ausschuss für internationale Angelegenheiten, Verteidigung und Sicherheit sowie Mitglied in Arbeitsgruppen für internationale Zusammenarbeit.
Er starb am 26. Dezember 2013 in Astana.